# Дистенииды
Дистенииды (лат. Disteniidae) — семейство из отряда жесткокрылых. Ранее рассматривалось в ранге подсемейства жуков-усачей.
Синонимы:
- Cométites Blanchard, 1845
- Disteniitae Thomson, 1860

## Систематика
Дистенииды были включены в состав семейства усачей Жаном Теодором Лакордером. Джон Лоренс Леконт и Джордж Генри Хорн в 1883 году включили дистениид в подсемейство усачей — Lepturinae, заметив их характерное отличие. Гаан (Gahan) предполагал, что это подсемейство лучше повысить до уровня семейства. Это предложение было сформулировано Линслейе (Linsley) в 1961, это было одобрено многими авторами и лишь немногие пробовали оспорить.
Некоторые публикации указывают дистениид в ранге подсемейства. В последнее время группу рассматривают в ранге отдельного семейства.
Семейство включает всего четыре трибы:
- Cyrtonopini White, 1853
- Disteniini Thomson, 1860
- Dynamostini Lacordaire, 1869
- Heteropalpini Villiers, 1980

На территории России представлено одним видом: Distenia gracilis Bless., 1872